# 1913 en Ontario
Chronologie de l'Ontario
- 1909
- 1910
- 1911
- 1912
- 1913
- 1914
- 1915
- 1916
- 1917

Cette page concerne des événements d'actualité qui se sont produits durant l'année 1913 dans la province canadienne de l'Ontario.

## Politique
- Premier ministre : James Whitney (Parti conservateur)
- Chef de l'Opposition: Newton Wesley Rowell (Parti libéral)
- Lieutenant-gouverneur: John Morison Gibson (en)
- Législature: 13e (en)

## Événements
- Football canadien : les Tigers de Hamilton remportent la coupe Grey contre les Parkdale de Toronto.
- Ouverture de Laura Secord Chocolates (en) à Mississauga.

### Mars
- 27 mars : fondation du journal franco-ontarien Le Droit à Ottawa. Son premier but est de lutter contre le Règlement 17, empêchant les francophones d'étudier en français dans leur province[1].

### Juin
- 22 juin : près de 18 000 personnes manifestent à Ottawa contre le Règlement 17 de l'Ontario[2].

### Juillet
- 8 juillet : Louis Hémon est happé par un train du Canadien National à Chapleau sur son chemin vers l'ouest Canadien[3].

### Décembre
- 15 décembre : une nouvelle manifestation d'appui aux Franco-Ontariens a lieu au Monument national de Montréal[4].

## Naissances
- 11 mars : John Weinzweig, compositeur († 24 août 2006).
- 27 mai : James Page Mackey (en), chef du service de police métropolien de Toronto (1958-1970) († 27 février 2009).
- 3 juin : Lloyd Percival (en), joueur de tennis, boxeur, joueur de cricket, et entraîneur († 23 juillet 1974).
- 6 juillet : Jordan Carson Mark, mathématicien († 3 mars 1997).
- 28 août : Robertson Davies, romancier, dramaturge, critique, journaliste et professeur († 2 décembre 1995).
- 20 septembre : Robert Christie (en), acteur († 22 mai 1996).
- 5 octobre : Horace Gwynne, boxeur († 16 avril 2001).
- 7 novembre : Elizabeth Bradford Holbrook (en), sculptrice de portrait († 23 février 2009).
- 7 décembre : Donald C. MacDonald, chef du Nouveau Parti démocratique de l'Ontario († 8 mars 2008).
- 27 décembre : Elizabeth Smart, poétesse et romancière († 4 mars 1986).

## Décès

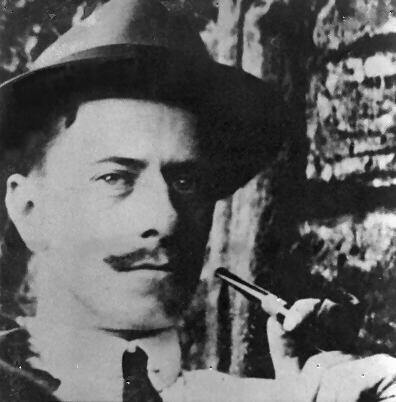
Louis Hémon en 1911

- 7 mars : Pauline Johnson, écrivaine et artiste (° 10 mars 1861).
- 12 avril : Alexander Francis Macdonald, député fédéral de Cornwall (1874-1878) (° 1818).
- 23 avril : Richard William Scott, 5e maire de Bytown, député provincial d'Ottawa (1867-1874), 2e président de l'Assemblée législative de l'Ontario et sénateur (° 24 février 1825).
- 8 juillet : Louis Hémon, écrivain (° 12 octobre 1880).
- 15 juillet : Hugh Richardson (en), juriste (° 21 juillet 1826).